# Thượng nghị viện Việt Nam Cộng hòa
Thượng nghị viện Việt Nam Cộng hòa là một trong hai viện của chính thể Đệ Nhị Cộng hòa, được thành lập dựa trên hiến pháp năm 1967. Đây là cơ quan lập pháp có vai trò quan trọng trong việc giám sát và phê chuẩn một số quyết định quan trọng của hành pháp. Đồng thời còn có quyền đề nghị sửa đổi hiến pháp, thông qua luật và kiểm soát chính phủ thông qua các cuộc điều trần và thẩm tra.

## Lịch sử
Quốc hội Việt Nam Cộng hòa có hai thời kỳ rõ rệt dưới hai nền Đệ Nhất Cộng hòa (1955–1963) và Đệ Nhị Cộng hòa (1967–1975). Giữa hai nền Cộng hòa là một thời gian quân quản dưới quyền của các tướng lãnh, chủ yếu là Hội đồng Quân nhân Cách mạng, Hội đồng Quân lực, và Ủy ban Lãnh đạo Quốc gia. Trong thời kỳ đó Quốc hội không hoạt động. Thời chính quyền Ngô Đình Diệm thì quốc hội chỉ bao gồm một viện, không chia hai viện nên đến tận cuộc tuyển cử năm 1967 thì mới tồn tại thượng viện và hạ viện.
Thượng nghị viện khóa đầu tiên (1967–1973) có 6 liên danh; mỗi liên danh là 10 người, tổng cộng là 60 nghị sĩ. Nghị sĩ Nguyễn Văn Huyền được các đồng viện bầu làm Chủ tịch Thượng nghị viện. Thượng nghị viện khóa thứ 2 và cũng là khóa cuối cùng (1973–1975), Ngoại trưởng Trần Văn Lắm được bầu làm Chủ tịch Thượng nghị viện thay thế Nguyễn Văn Huyền. Khẩu hiệu của cơ quan này là Tổ quốc - Nhân dân và hội ca là bản Công dân hành khúc.

## Tổ chức
Thượng nghị viện gồm từ 30 đến 60 nghị sĩ được cử tri toàn quốc bầu với thể thức liên danh, đa số, mỗi liên danh gồm từ 1/6 đến 1/3 tổng số nghị sĩ. Nhiệm kỳ nghị sĩ là sáu năm, mỗi ba năm bầu lại phân nửa. Nghị sĩ có thể được tái cử. Mỗi liên danh là 10 người nên Thượng nghị viện là sáu liên danh được nhiều phiếu nhất. Khác với dân biểu bên Hạ nghị viện vốn phụ thuộc vào một địa phương, liên danh nghị sĩ là đại diện toàn quốc. 
Công dân được quyền ứng cử nghị sĩ nếu hội đủ những điều kiện ứng cử dân biểu, nhưng phải ít nhất 30 tuổi tính đến ngày bầu cử và hội đủ các điều kiện khác theo Luật Bầu cử quy định. Trụ sở Thượng nghị viện là Hội trường Diên Hồng. Tòa nhà này năm 2000 được dùng làm Sở Giao dịch Chứng khoán Thành phố Hồ Chí Minh.
Thượng nghị viện cuối cùng trước khi Việt Nam Cộng hòa sụp đổ gồm hai nhóm. Một nhóm thuộc nhiệm kỳ bầu lên năm 1970. Phân nửa kia thuộc nhiệm kỳ bầu lên năm 1973, tức là mỗi ba năm thì 30 trong 60 ghế Thượng nghị viện phải ra tranh cử.

### Khối chính trị
Tính đến năm 1974 Thượng nghị viện có năm khối như sau:
1. Khối Dân chủ, 22 nghị sĩ, thân chính phủ
2. Khối Thống nhất, 17 nghị sĩ
3. Khối Bông Huệ, 8 nghị sĩ, đối lập với chính phủ
4. Khối Hoa Sen, 7 nghị sĩ, đối lập với chính phủ
5. Khối không liên kết, 6 nghị sĩ

### Ủy ban thường vụ
Tính đến năm 1972, Thượng nghị viện có tổng cộng 12 ủy ban thường vụ:
- Ủy ban Y tế
- Ủy ban Nội vụ
- Ủy ban Kinh tế
- Ủy ban Canh nông
- Ủy ban Quốc phòng
- Ủy ban Lao động Xã hội
- Ủy ban Nội viện Nội quy
- Ủy ban Tư pháp Định chế
- Ủy ban Ngoại giao Thông tin
- Ủy ban Giao thông Công chánh
- Ủy ban Ngân sách Tài chánh Thuế khóa
- Ủy ban Văn hóa Giáo dục và Thanh niên